# Adolphe Leray
Pour les articles homonymes, voir Leray.
Adolphe Leray, né en 1865 à Rennes et mort le 30 avril 1921 à Enghien-les-Bains, est un médecin radiologue français.

## Biographie
Adolphe Leray a fondé le département de radiologie à l'hôpital Saint-Antoine de Paris dont il fut directeur 25 ans. Pendant la Première Guerre mondiale, il fut directeur du service radiologique de l'hôpital militaire de Saint-Brieuc et directeur de l'école d'infirmières de l'hôpital de la Salpêtrière à Paris. Il reçoit la Légion d'honneur à titre militaire[réf. nécessaire].
En raison de ses travaux avec les rayonnements ionisants X ou gamma, il a été amputé du pouce et affligé d'un ulcère au majeur de la main droite[réf. nécessaire]. Sa mort est liée également à son exposition à des sources de rayonnement.

## Ouvrages
- Des lésions tuberculeuses chez l'homme et dans la série animale (1896)
- Traité de la phtisie pulmonaire (1897)

## Hommages
- En 1924, la rue du Docteur-Leray dans le 13e arrondissement de Paris prend son nom en hommage
- Son nom est donné à une rue à Enghien-les-Bains.
- Son nom est donné à une rue à Argenteuil.
- Son nom est donné à une rue de Rennes, le 24 juillet 1923.
- Son nom est gravé sur le Mémorial de radiologie (de), qui commémore les pionniers et martyrs de la radioactivité (physiciens, chimistes, médecins, infirmiers, laborantins etc), victimes parmi les premiers utilisateurs des rayons X dans le monde entier. Le mémorial qui comportait à l'origine 159 noms a été érigé dans le jardin de l'ancien hôpital Saint-Georges (de) à Hambourg (Allemagne) et a été inauguré le 4 avril 1936[2].

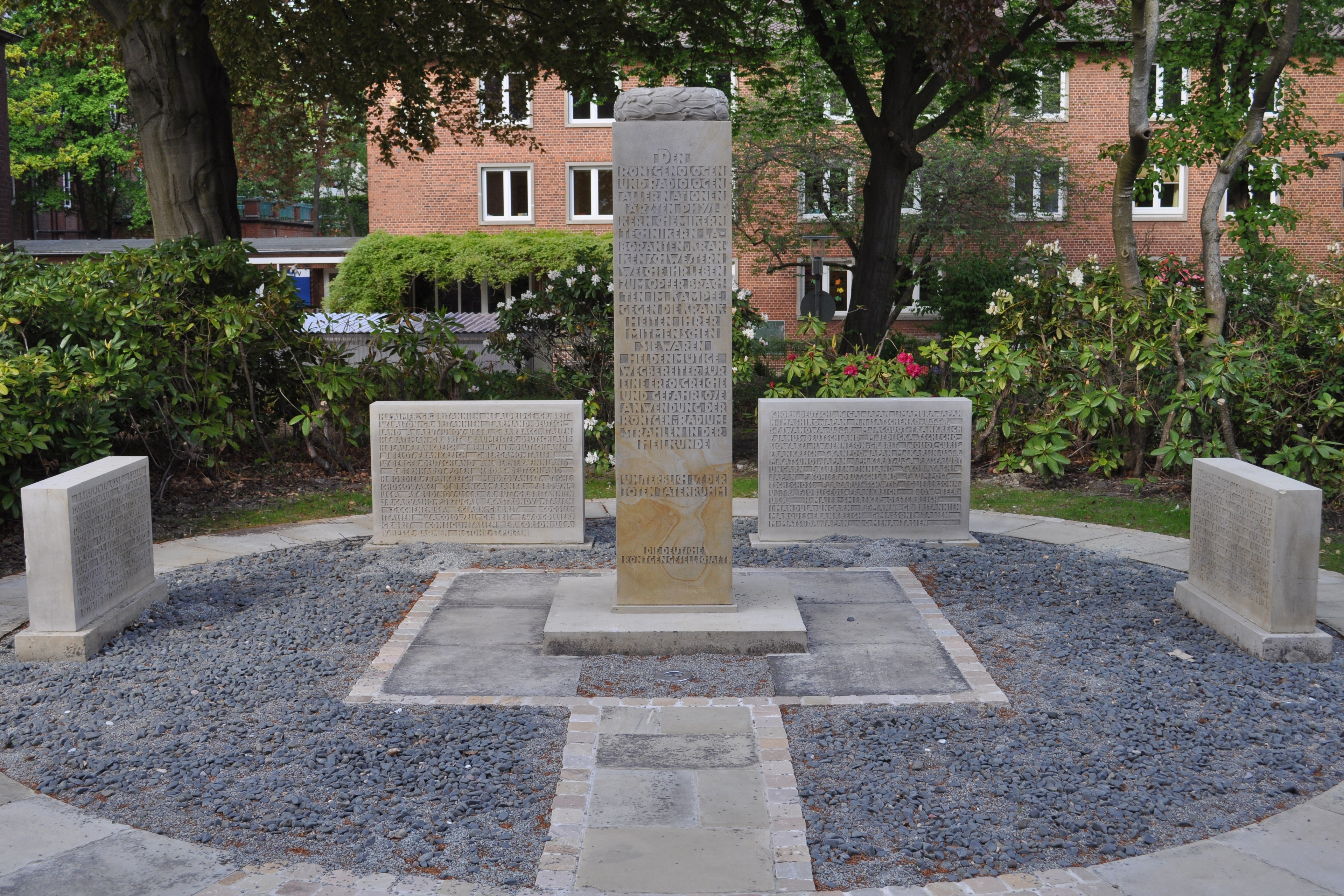
Mémorial de radiologie, Clinique Asklepios Saint-Georges à Hambourg, (Allemagne)